# Manu propria

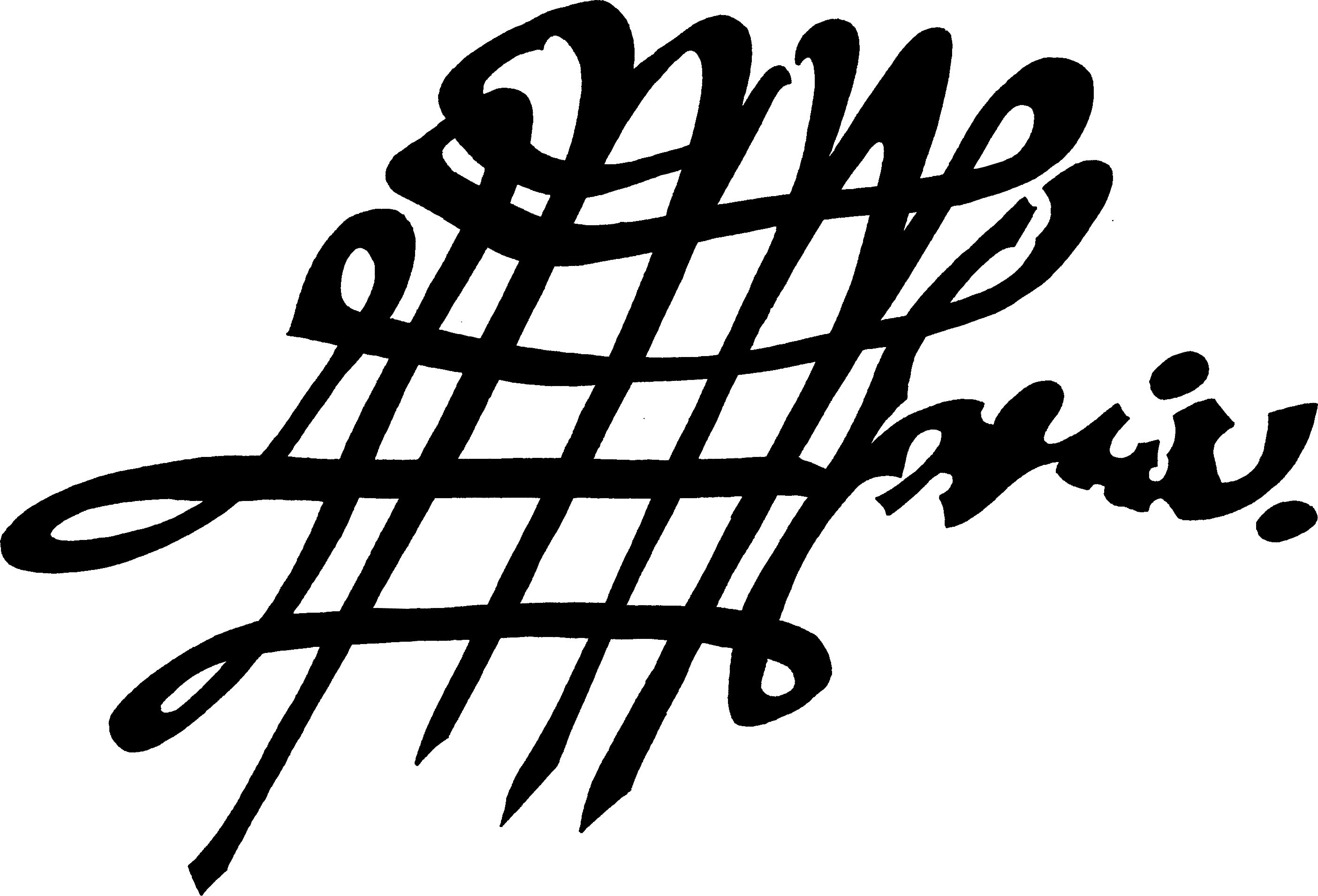
Приклад середньовічного manu propria

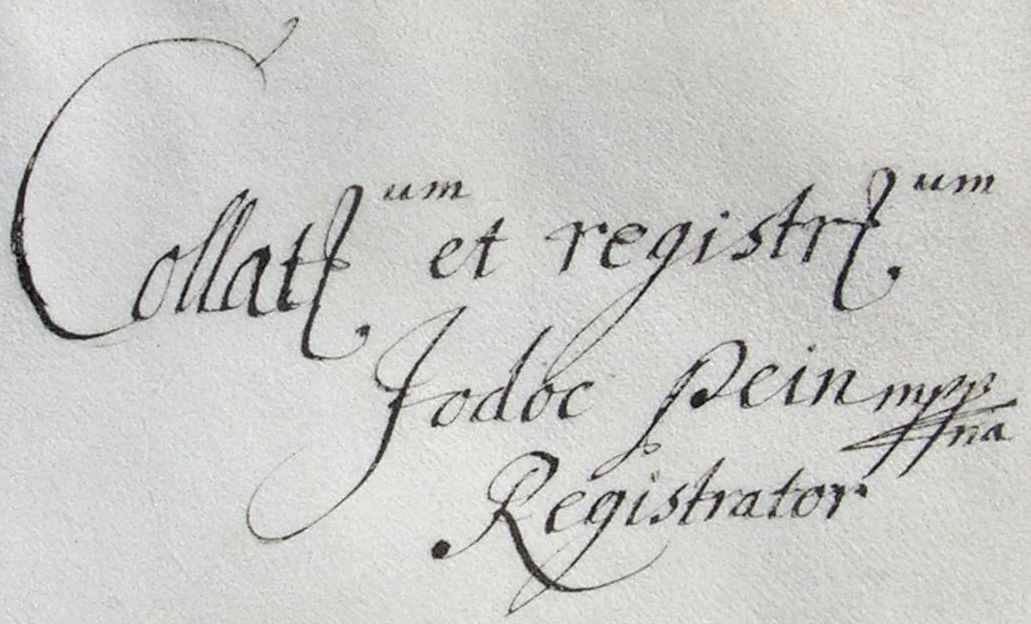
Collatatum et Registratum Jodoc Pein mppria
Registrator (Диплом нобілітації Андреа Фальке)

Manu propria (з лат., дослівно — Власною рукою, сутнісно  — (підписано) власною рукою) — латинська фраза, якою особа засвідчувала підписання документа власноруч. Абревіатура фрази (m.p.) часом використовується в друкованих або офіційних документах одразу після імені особи, яка підписується під текстом, особливо у випадках, коли передбачається відсутність авторського підпису (автографа).

Ця фраза часто зустрічається в численних античних документах: після основного тексту документа, як перед, так і після рукописного автографа. Середньовічні сановники і письме́нні часто використовували
багато декоровані Manu propria для верифікації автентичності рукописних документів. У 18-му столітті підпис mppria став загально вживаним не тільки в латиномовних документах.,

Водночас прості люди, підтверджуючи свою особу, в ті часи, зазвичай, вписували абревіатуру m.p. у кінці лінії особистого підпису. Пізніше, ця абревіатура стала звичним атрибутом підписання офіційних документів. Наприклад, імператор Франц Йосиф I в 1914 році позначенням m.p. завершив своє звернення до народу з нагоди оголошення війни з Сербією. У французькомовному тексті австрійського примірника таємного протоколу між УНР і Австро-Угорщиною, який було підписано в ніч з 8 на 9 лютого 1918 року, в кінці документу поряд із прізвищами уповноважених осіб, також наявне позначення «m. p.». Manu propria сьогодні трактується дослідниками, як засіб верифікації автентичності цього офіційного документа, який засвідчує наявність в оригінальному архівному документі «мокрих» підписів уповноважених осіб, зроблених ними власноруч.  